# Truman (téléfilm)
Pour plus de détails, voir Fiche technique et Distribution.
Truman est un téléfilm américain réalisé par Frank Pierson, sorti en 1995.

## Synopsis
La vie du président américain Harry S. Truman.

## Fiche technique
- Titre : Truman
- Réalisation : Frank Pierson
- Scénario : Thomas Rickman d'après le livre de David McCullough
- Musique : David Mansfield
- Photographie : Paul Elliott
- Montage : Lisa Fruchtman
- Production : Doro Bachrach
- Société de production : HBO Films et Spring Creek Productions
- Pays :  États-Unis
- Genre : Biopic et drame
- Durée : 135 minutes
- Première diffusion : 
  -  États-Unis : 9 septembre 1995
  -  France : 6 novembre 2001

## Distribution
- Gary Sinise : Harry S. Truman
- Diana Scarwid : Bess Truman
- Richard A. Dysart : Henry Lewis Stimson
- Colm Feore : Charlie Ross
- James Gammon : Sam Rayburn
- Tony Goldwyn : Clark Clifford
- Pat Hingle : Tom Pendergast
- Harris Yulin : le général George Marshall
- Leo Burmester : Frank Vassar
- Amelia Campbell : Margaret Truman
- Virginia Capers : Elizabeth Moore
- John Finn : Bob Hannegan
- Željko Ivanek : Eddie Jacobson
- David Lansbury : le lieutenant Jim Pendergast
- Remak Ramsay : Dean Acheson
- Marian Seldes : Eleanor Roosevelt
- Lois Smith : Madge Wallace Gates
- Richard Venture : J. Lester Perry
- Daniel von Bargen : le général Douglas MacArthur

## Distinctions
Le film a été nommé pour huit Primetime Emmy Awards et en a remporté deux : Meilleur téléfilm et Meilleur casting pour une minisérie, un téléfilm ou un programme spécial.